# Dreamlover (bài hát)
"Dreamlover" là một bài hát của nghệ sĩ thu âm người Mỹ Mariah Carey nằm trong album phòng thu thứ ba của cô, Music Box (1993). Nó được phát hành vào ngày 27 tháng 7 năm 1993 như là đĩa đơn đầu tiên trích từ album bởi Columbia Records. Bài hát được đồng viết lời và sản xuất bởi Carey và Dave Hall, người sẽ tiếp tục hợp tác với cô cho đĩa đơn năm 1995 "Fantasy", bên cạnh sự tham gia đồng sản xuất từ Walter Afanasieff, cộng tác viên quen thuộc xuyên suốt sự nghiệp của nữ ca sĩ. "Dreamlover" là một bản mid-tempo pop và R&B mang nội dung đề cập đến việc một cô gái đang tìm kiếm một người yêu hoàn hảo, người sẽ đưa cô đi qua màn đêm và không bị vỡ mộng như những mối tình khác trong quá khứ. Ngoài ra, nó cũng đánh dấu sự chuyển hướng của Carey sang thị trường nhạc pop, một lựa chọn được đưa ra sau những ý kiến trái chiều xung quanh âm nhạc mang phong cách của nhạc phúc âm và soul thập niên 1960 trong album phòng thu trước của cô Emotions (1991).
Sau khi phát hành, "Dreamlover" nhận được những phản ứng tích cực từ các nhà phê bình âm nhạc, trong đó họ đánh giá cao việc tham chiếu đoạn hook từ bài hát năm 1972 của The Emotions "Blind Alley" vào phần giai điệu và phong cách hát vô tư của Carey. Ngoài ra, bài hát còn gặt hái nhiều giải thưởng và đề cử tại những lễ trao giải lớn, bao gồm đề cử tại giải thưởng Âm nhạc Mỹ năm 1994 cho Đĩa đơn Soul/R&B được yêu thích nhất cũng như một đề cử giải Grammy cho Trình diễn giọng pop nữ xuất sắc nhất tại lễ trao giải thường niên lần thứ 36. "Dreamlover" cũng tiếp nhận những thành công lớn về mặt thương mại, đứng đầu bảng xếp hạng ở Canada và lọt vào top 10 ở nhiều quốc gia trên thế giới, bao gồm những thị trường nổi bật như Úc, Hà Lan, New Zealand và Vương quốc Anh. Tại Hoa Kỳ, nó đạt vị trí số một trên bảng xếp hạng Billboard Hot 100 trong tám tuần liên tiếp, trở thành đĩa đơn quán quân thứ tám trong sự nghiệp của Carey tại đây.
Video ca nhạc cho "Dreamlover" được đạo diễn bởi Diane Martel, người sẽ tiếp tục hợp tác với Carey cho nhiều video tiếp theo trong tương lai, trong đó bao gồm những cảnh cô hát trên một vườn hoa và cánh đồng, bơi trong một cái ao lớn, bơm không khí cho khinh khí cầu, và nhảy múa bên cạnh một số vũ công nam. Để quảng bá bài hát, nữ ca sĩ đã trình diễn nó trên nhiều chương trình truyền hình và lễ trao giải lớn, bao gồm The Arsenio Hall Show, Top of the Pops và chương trình đặc biệt Here Is Mariah Carey, cũng như trong nhiều chuyến lưu diễn của cô. Kể từ khi phát hành, bài hát đã xuất hiện trong nhiều album tuyển tập của Carey, như #1's (1998), Greatest Hits (2001) và #1 to Infinity (2015). Ngoài ra, "Dreamlover" cũng là tác phẩm đầu tiên của nữ ca sĩ sử dụng phần nhạc mẫu từ những giai điệu nổi tiếng để đưa vào phổ nhạc cho những đĩa đơn chủ đạo trong nhiều album phòng thu tiếp theo của cô, bên cạnh "Fantasy" (1995), "Honey" (1997), "Heartbreaker" (1999) và "Loverboy" (2001).

## Danh sách bài hát
| - Đĩa CD maxi tại Áo 1. "Dreamlover" – 3:53 2. "Dreamlover" (Def Club phối) – 10:43 3. "Dreamlover" (Eclipse Dub) – 4:52 - Đĩa 7" tại châu Âu 1. "Dreamlover" – 3:53 2. "Do You Think of Me" – 4:46 - Đĩa CD tại Anh quốc 1. "Dreamlover" – 3:53 2. "Do You Think of Me" – 4:46 3. "Someday" – 3:57 | - Đĩa CD maxi tại Hoa Kỳ 1. "Dreamlover" (bản album) – 3:53 2. "Dreamlover" (Def Club phối) – 10:43 3. "Dreamlover" (Def không lời) – 6:20 4. "Dreamlover" (USA Love Dub) – 7:10 5. "Dreamlover" (Eclipse Dub) – 4:52 6. "Dreamlover" (Def Tribal phối) – 6:41 |

## Xếp hạng
| Bảng xếp hạng (1993)                     | Vị trí cao nhất |
| ---------------------------------------- | --------------- |
| Úc (ARIA)                                | 7               |
| Bỉ (Ultratop 50 Flanders)                | 20              |
| Canada (RPM)                             | 1               |
| Canada Adult Contemporary (RPM)          | 2               |
| Canada Dance/Urban (RPM)                 | 6               |
| Châu Âu (European Hot 100 Singles)       | 15              |
| Pháp (SNEP)                              | 49              |
| Đức (Official German Charts)             | 39              |
| Ireland (IRMA)                           | 24              |
| Hà Lan (Dutch Top 40)                    | 8               |
| Hà Lan (Single Top 100)                  | 9               |
| New Zealand (Recorded Music NZ)          | 2               |
| Thụy Điển (Sverigetopplistan)            | 31              |
| Thụy Sĩ (Schweizer Hitparade)            | 13              |
| Anh Quốc (OCC)                           | 9               |
| Hoa Kỳ Billboard Hot 100                 | 1               |
| Hoa Kỳ Adult Contemporary (Billboard)    | 2               |
| Hoa Kỳ Dance Club Songs (Billboard)      | 1               |
| Hoa Kỳ Hot R&B/Hip-Hop Songs (Billboard) | 2               |
| Hoa Kỳ Pop Airplay (Billboard)           | 1               |
| Hoa Kỳ Rhythmic (Billboard)              | 1               |

| Bảng xếp hạng (1993)                 | Vị trí |
| ------------------------------------ | ------ |
| Australia (ARIA)                     | 42     |
| Canada (RPM)                         | 2      |
| Canada Adult Contemporary (RPM)      | 12     |
| Canada Dance (RPM)                   | 43     |
| Japan (Tokyo Hot 100)                | 1      |
| Netherlands (Dutch Top 40)           | 45     |
| Netherlands (Single Top 100)         | 69     |
| New Zealand (Recorded Music NZ)      | 13     |
| UK Singles (Official Charts Company) | 71     |
| US Billboard Hot 100                 | 8      |
| US Adult Contemporary (Billboard)    | 16     |
| US Hot R&B/Hip-Hop Songs (Billboard) | 20     |
| Bảng xếp hạng (1994)                 | Vị trí |
| US Adult Contemporary (Billboard)    | 37     |

| Bảng xếp hạng (1990-99) | Vị trí |
| ----------------------- | ------ |
| US Billboard Hot 100    | 20     |

| Bảng xếp hạng            | Vị trí |
| ------------------------ | ------ |
| US Billboard Hot 100     | 348    |
| US Pop Songs (Billboard) | 89     |

## Chứng nhận
| Quốc gia | Chứng nhận | Số đơn vị/doanh số chứng nhận |
| --- | ---------- | ----------------------------- |
| Úc (ARIA) | Vàng       | 35.000^                       |
| New Zealand (RMNZ) | Vàng       | 5.000*                        |
| Anh Quốc (BPI) | —          | 150,000                       |
| Hoa Kỳ (RIAA) | Bạch kim   | 935,000                       |
| * Chứng nhận dựa theo doanh số tiêu thụ. ^ Chứng nhận dựa theo doanh số nhập hàng. ‡ Chứng nhận dựa theo doanh số tiêu thụ và phát trực tuyến. |            |                               |